# Stethynium heracliti
Stethynium heracliti är en stekelart som beskrevs av Girault 1938. Stethynium heracliti ingår i släktet Stethynium och familjen dvärgsteklar. Inga underarter finns listade i Catalogue of Life.